# IT.integro
IT.integro – polskie przedsiębiorstwo informatyczne z siedzibą w Poznaniu. Realizuje projekty wdrożeniowe systemu ERP – Microsoft Dynamics 365 Business Central (dawniej znanego jako Microsoft Dynamics NAV). Posiada także autorskie aplikacje, które rozbudowują możliwości oprogramowania Business Central i Dynamics NAV, takie jak:
- Master Data Management System[4],
- Advanced Intercompany[5],
- Intercompany Insights,
- HR & Payroll Manager,
- Polish Localization,
- Advanced Product Configurator.

Obecnie IT.integro posiada 6 oddziałów w 4 miastach: w Warszawie, Krakowie, Wrocławiu i Poznaniu (3 biura).

## Historia
Przedsiębiorstwo pod obecną nazwą funkcjonuje od 2001 roku. Wcześniej, od 1991, działało jako oddział Optimus Poznań, zajmując się serwisem urządzeń Hewlett-Packard oraz sprzedażą sprzętu komputerowego, drukarek i kas fiskalnych. Pierwsze wdrożenie systemu ERP wykonało w 1997 w firmie BDO.
Od 1997 spółka zrealizowała ponad 500 projektów wdrożeń systemu Microsoft Dynamics 365 Business Central (dawniej Microsoft Dynamics NAV) w 63 krajach. Od kilkudziesięciu lat wspiera pracę ponad 4500 użytkowników systemu ERP. Realizuje globalne, wielojęzyczne i wielowalutowe projekty wdrożeniowe dla korporacji i grup kapitałowych.

## Nagrody i wyróżnienia
Firma w latach 2008–2016 otrzymywała tytuł Partnera Roku Microsoft Dynamics NAV. Była pierwszą polską firmą, która uzyskała status złotego partnera Microsoft w kompetencji ERP. W 2015 roku została kolejny raz zaproszona do grona Microsoft President’s Club. Jest także jednym z 70 przedsiębiorstw należących do najbliższych partnerów Microsoft w dziedzinie ERP (tzw. Inner Circle). W 2016 roku, Microsoft uhonorował IT.integro tytułem Finalist for Microsoft Dynamics Regional Partner of the Year 2016 for Central and Eastern Europe.
W 2018 roku spółka IT.integro uzyskała tytuł Lidera ERP Gazety Finansowej, a w latach 2018–2020 honorowana jest tytułami Gazele Biznesu i Diamenty Forbesa.